# Compsibidion balium
Compsibidion balium är en skalbaggsart som beskrevs av Dilma Solange Napp och Martins 1985. Compsibidion balium ingår i släktet Compsibidion och familjen långhorningar. Inga underarter finns listade i Catalogue of Life.